# Sam Schweikert
Sam Schweikert (* 21. Mai 1990 in Dallas, Texas) ist ein US-amerikanischer Schauspieler, Filmproduzent, Filmeditor und Kameramann.

## Leben
Schweikert wurde am 21. Mai 1990 in Dallas geboren. Von 2010 bis 2012 sammelte er erste Erfahrungen als Filmschauspieler in einer Reihe von Kurzfilmen. 2013 hatte er eine Episodenrolle in der Fernsehserie Hart of Dixie inne. 2014 folgte eine Nebenrolle im Spielfilm 22 Jump Street. 2017 war er unter anderen in dem Film The Ice Cream Truck in der Rolle des Nick und in zwei Episoden der Reihe Married with Secrets zu sehen. 2019 wirkte er in insgesamt sechs Episoden der Fernsehserie Momllennials in der Rolle des Jason Henderson mit. Im Folgejahr übernahm er im Film Triassic Hunt die Rolle des Deacon Forrester. Im selben Jahr übernahm er zusätzlich eine Episodenhauptrolle als Danny Yates in der Fernsehserie CSI: Vegas.
Er ist außerdem als Produzent, Editor und Kameramann für Kurzfilme tätig.

## Filmografie (Auswahl)

### Schauspiel
- 2010: Loonacy (Kurzfilm)
- 2010: Inebriation (Kurzfilm)
- 2011: What's the 48? (Kurzfilm)
- 2012: No Good Deed (Kurzfilm)
- 2012: Captain of My Desire (Kurzfilm)
- 2012: The Dark Knight Binges (Kurzfilm)
- 2012: The Crossing (Kurzfilm)
- 2013: Hart of Dixie (Fernsehserie, Episode 2x21)
- 2013: Just a Hero (Kurzfilm)
- 2013: A Man Called McClane (Kurzfilm)
- 2013: 'Tis the Season (Kurzfilm)
- 2014: 22 Jump Street
- 2014: The Unwritten (Kurzfilm)
- 2014: Unspoken (Kurzfilm)
- 2015: How We Got Here (Fernsehserie, Episode 1x06)
- 2015: Painted (Kurzfilm)
- 2015: Other Halves
- 2015: The Nutcracked (Kurzfilm)
- 2016: Homes of Horror (Fernsehserie, Episode 5x06)
- 2017: Case Files (Miniserie, Episode 1x01)
- 2017: Evil Things (Miniserie, Episode 1x07)
- 2017: The Ice Cream Truck
- 2017: Married with Secrets (Krimi-Dokumentation, 2 Episoden)
- 2018: House of Darkness: New Blood (Fernsehfilm)
- 2019: Momllennials (Fernsehserie, 6 Episoden)
- 2020: Tagebuch einer zukünftigen Präsidentin (Diary of a Future President, Fernsehserie, Episode 1x01)
- 2020: Quar-entine (Kurzfilm)
- 2020: Taipei Jesus (Kurzfilm)
- 2021: Triassic Hunt
- 2021: Z-Listers (Fernsehserie, Episode 1x05)
- 2021: CSI: Vegas (CSI: Crime Scene Investigation, Fernsehserie, Episode 1x01)
- 2022: Keeping Up with the Joneses (Miniserie, 4 Episoden)

### Produktion
- 2009: A Love Not Standing (Kurzfilm)
- 2010: Loonacy (Kurzfilm)
- 2011: Bad and Classic (Kurzfilm)
- 2012: No Good Deed (Kurzfilm)
- 2012: Captain of My Desire (Kurzfilm)
- 2012: The Crossing (Kurzfilm)
- 2013: Just a Hero (Kurzfilm)
- 2013: A Man Called McClane (Kurzfilm)
- 2015: Painted (Kurzfilm)
- 2016: This Is Me (Kurzfilm)
- 2020: Taipei Jesus (Kurzfilm)
- 2021: Larry Bird Tomato (Kurzfilm)
- 2022: From Her Perspective (Kurzfilm)

### Filmschnitt
- 2011: Bad and Classic (Kurzfilm)
- 2013: Just a Hero (Kurzfilm)
- 2015: Painted (Kurzfilm)
- 2015: The LifeSavers (Kurzfilm)
- 2016: This Is Me (Kurzfilm)
- 2020: Taipei Jesus (Kurzfilm)
- 2021: Larry Bird Tomato (Kurzfilm)

### Kamera
- 2012: The Crossing (Kurzfilm)
- 2016: This Is Me (Kurzfilm)
- 2016: You Don't Know Dick (Fernsehserie)
- 2017: Ember (Kurzfilm)
- 2021: Larry Bird Tomato (Kurzfilm)
- 2022: From Her Perspective (Kurzfilm)